# Фурудате Харуїчі
Фурудате Харуїчі (яп. 古舘春一, нар. 7 березня 1983) — японський манґака. Народився в місті Карумай, повіт Кунохе, префектура Івате. Закінчив Сендайську школу дизайну.

## Кар'єра
До закінчення школи жив в префектурі Івате. Під час навчання в середній та старшій школі був членом волейбольної команди і займав позицію центрального блокуючого. Після закінчення школи вступив до Сендайської школи дизайну і протягом наступних 8-9 років жив у префектурі Міяґі.
У 25 років приніс свою першу манґу до редакції журналу Weekly Shōnen Jump, що вважається «досить пізно», як для першого подання. На 14-му (серпень 2008 року) конкурсі нових манґа-творів JUMP Treasure (журі: Хошіно Кей) він отримав відзнаку за твір «King Kid» (яп. 王様キッド — осама кіддо, досл. «Дитина-король»). Робота опублікована на офіційному веб-сайті журналу Weekly Shōnen Jump.
Після цього взимку 2009 року в Shōnen Jump Next! опубліковано ван-шот «Asobiba» (яп. 遊び場, трансліт. アソビバ — асобіба, досл. «Місце для розваг»).
У 28-му випуску Weekly Shōnen Jump за 2009 рік була опублікована ван-шот манґа «Kiben Gakuha, Yotsuya Sensei no Kaidan» (яп. 詭弁学派、四ッ谷先輩の怪談, досл. Філософські містичні історії від Йоцуї-сенпая). У 2010 році в Weekly Shōnen Jump з 13-го по 31-й номер, «Kiben Gakuha, Yotsuya Sensei no Kaidan» була опублікована як манґа-серія.
Після закінчення серіалізації «Kiben Gakuha, Yotsuya Sensei no Kaidan», манґака прагне досягти своєї давньої мети — створити манґа-серію на тему волейболу. Наступного року Харуїчі Фурудате пише «Haikyuu!!» (яп. ハイキュー!!, кириліз.: хайкю:!!). Спочатку манґа була видана як ван-шот у Shōnen Jump Next! у 2011 році та в об'єднаному номері Weekly Shōnen Jump 20/21 за 2011 рік.
Після року редагування з моменту публікації ван-шот версії, «Haikyuu!!» публікується у Weekly Shōnen Jump, з 12 номера 2012 року до 33-34 об'єднаного номера 2020 року.

## Роботи
|    | Назва                                  | Мовою оригіналу            | Вид     | Публікація                                    |
| -- | -------------------------------------- | -------------------------- | ------- | --------------------------------------------- |
| 01 | King Kid                               | 王様キッド                 | ван-шот | Weekly Shōnen Jump                            |
| 02 | Asobiba                                | アソビバ                   | ван-шот | Akamaru Jump 2009 WINTER                      |
| 03 | Kiben Gakuha, Yotsuya Sensei no Kaidan | 詭弁学派、四ッ谷先生の怪談 | ван-шот | Weekly Shōnen Jump № 28, 2009                 |
| 04 | Kiben Gakuha, Yotsuya Sensei no Kaidan | 詭弁学派、四ッ谷先生の怪談 | серія   | Weekly Shōnen Jump № 13-31, 2010              |
| 05 | Haikyuu!!                              | ハイキュー!!               | ван-шот | NEXT 2011 WINTER                              |
| 06 | Haikyuu!!                              | ハイキュー!!               | ван-шот | Weekly Shōnen Jump № 20/21, 2011              |
| 07 | Haikyuu!!                              | ハイキュー!!               | серія   | Weekly Shōnen Jump № 12, 2012 — № 33-34, 2020 |

## Цікаві факти
- Хобі — «їсти та пити, пити та їсти».[6][7]
- Серед улюблених манґ манґака називає «ONE PIECE» та «鉄コン筋クリート»(Tekkonkinkreet).[6]

- Улюблені волейбольні гравці — Шігеру Аояма (колишній гравець збірної Японії) та Юта Йонеяма (Toray Arrows).[6]
- У середній та старшій школі він захоплювався волейболом, але не зміг досягти хороших результатів і залишився незадоволеним. Тому прагнув стати манґакою і написати манґу про волейбол.[6]
- Як було зазначено раніше, Фурудате родом з префектури Івате, але в його рідному місті немає залізничного сполучення, через це він рідко виїжджав за межі міста. Тому, коли він почав працювати над манґою «Haikyuu!!», він усвідомив, що мало знає про Івате, і вирішив зробити основним місцем подій префектуру Міяґі, де жив після закінчення старшої школи. Проте основою для школи Карасуно та її околиць стало рідне місто автора в префектурі Івате.[6]

- На кольоровій ілюстрації обкладинки для епізоду 24 «Haikyuu!!» є друкарська помилка в ідіомі з чотирьох символів, написаній на футболці, яку носить головний герой Хіната (п'ятий штрих «sei» у «Daiki bansei» (大器晩成) відсутній), а в 3-ому томі «бонусної манґи» Фурудате вибачається за друкарську помилку, кажучи: «Я зробив серйозну помилку. Я зрозумів це після того, як його надрукували, буду обережнішим у майбутньому». Відтоді футболка Хінати була зображена в серіалі без виправлення помилки.[6]